# Austin White
Austin White (Estados Unidos, 26 de marzo de 1993) es un jugador profesional estadounidense de rugby que se desempeña en la posición de fullback en Rugby Football Club Los Angeles, equipo perteneciente a la liga Major League Rugby.

## Carrera
En 2019, White se unió al equipo Rugby Football Club Los Angeles, con el cual disputa su quinta temporada en la Major League Rugby. También fue parte de la segunda selección de rugby 7 estadounidense.